# Pancrácio (procônsul)
Pancrácio (em latim: Pancratius) foi um oficial romano do século III e IV, ativo durante o reinado do imperador Diocleciano (r. 284–305). Segundo a Ata de São Cassiano, Pancrácio foi procônsul de Túscia, no Lácio, na Itália.